# مارك كافنديش
مارك كافنديش (بالإنجليزية: Mark Cavendish) مواليد 21 مايو 1985 في جزيرة مان، هو دراج بريطاني في صنف سباق الدراجات على الطريق وعلى المضمار. شارك في دورة الألعاب الأولمبية الصيفية.

## الميداليات
| الميدالية | المسابقة                  |
| --------- | ------------------------- |
| ذهبية     | دورة ألعاب الكومنولث 2006 |

## سباقات أو مراحل فاز بها
| التاريخ        | السباق                                                          | المركز                      |
| -------------- | --------------------------------------------------------------- | --------------------------- |
| 01 يناير 2007  | 2007 Circuit Franco–Belge                                       |                             |
| 18 أبريل 2007  | شيلدبرايش 2007                                                  | الأول في التصنيف العام      |
| 13 مايو 2007   | أربعة أيام من دونكيرك 2007                                      | الأول في تصنيف النقاط       |
| 05 أغسطس 2007  | طواف الدنمارك 2007                                              |                             |
| 29 أغسطس 2007  | طواف إينكو 2007                                                 | الأول في تصنيف النقاط       |
| 09 أبريل 2008  | غنت-وفلجم 2008                                                  | المرتبة 17 في التصنيف العام |
| 16 أبريل 2008  | شيلدبرايش 2008                                                  | الأول في التصنيف العام      |
| 01 يونيو 2008  | طواف إيطاليا 2008                                               | الرابع في تصنيف النقاط      |
| 14 سبتمبر 2008 | طواف ميزوري 2008                                                |                             |
| 01 يناير 2009  | 2009 Sparkassen Giro Bochum                                     |                             |
| 22 فبراير 2009 | طواف كاليفورنيا 2009                                            |                             |
| 21 مارس 2009   | ميلان-سان ريمو 2009                                             | الأول في التصنيف العام      |
| 19 أغسطس 2010  | كوبا بيرنوشي 2010                                               |                             |
| 19 سبتمبر 2010 | طواف إسبانيا 2010                                               | الأول في تصنيف النقاط       |
| 01 يناير 2011  | سباق الطريق في بطولة العالم 2011                                |                             |
| 06 أبريل 2011  | شيلدبرايش 2011                                                  | الأول في التصنيف العام      |
| 24 يوليو 2011  | سباق طواف فرنسا 2011                                            | الأول في تصنيف النقاط       |
| 14 أغسطس 2011  | رايد لندن 2011                                                  |                             |
| 01 يناير 2012  | ستير زي إل إم تور 2012                                          |                             |
| 26 فبراير 2012 | كرونا بروكسل 2012                                               |                             |
| 08 فبراير 2013 | طواف قطر 2013                                                   |                             |
| 26 مايو 2013   | طواف إيطاليا 2013                                               | الأول في تصنيف النقاط       |
| 04 مايو 2014   | طواف تركيا 2014                                                 |                             |
| 07 فبراير 2015 | طواف دبي 2015                                                   | الأول في التصنيف العام      |
| 15 فبراير 2015 | طواف ألميريا 2015                                               | الأول في التصنيف العام      |
| 01 مارس 2015   | كرونا بروكسل 2015                                               |                             |
| 03 مايو 2015   | طواف تركيا 2015                                                 | الأول في تصنيف النقاط       |
| 17 مايو 2015   | طواف كاليفورنيا 2015                                            | الأول في تصنيف النقاط       |
| 01 يناير 2016  | طواف آسيا للدراجات 2016                                         |                             |
| 01 يناير 2016  | Six Day London 2016                                             |                             |
| 12 فبراير 2016 | طواف قطر 2016                                                   | الأول في التصنيف العام      |
| 26 يونيو 2016  | سباق الطريق للرجال في بطولة المملكة المتحدة لسباق الدراجات 2016 |                             |
| 15 أغسطس 2016  | ركوب الدراجات في الألعاب الأولمبية الصيفية 2016 – رجال أومنيوم  |                             |
| 23 أكتوبر 2016 | طواف أبو ظبي 2016                                               |                             |
| 26 فبراير 2017 | طواف أبو ظبي 2017                                               | الأول في تصنيف النقاط       |
| 18 يوليو 2021  | طواف فرنسا 2021                                                 | الأول في تصنيف النقاط       |
| 20 يوليو 2021  | 2021 Natourcriterium Roeselare                                  |                             |
| 03 أكتوبر 2021 | طواف مونستر 2021                                                | الأول في التصنيف العام      |
| 16 مارس 2022   | ميلانو-تورينو 2022                                              | الأول في التصنيف العام      |
| 26 يونيو 2022  | سباق الطريق للرجال في بطولة المملكة المتحدة 2022                |                             |

## روابط خارجية
- مارك كافنديش على موقع الاتحاد الدولي للدراجات (الإنجليزية)
- مارك كافنديش على موقع أرشيف الدراجات (الإنجليزية)
- مارك كافنديش على موقع إحصائيات الدراجات الإحترافية (الإنجليزية)
- مارك كافنديش على موقع نسبة الدراجات (الإنجليزية)
- مارك كافنديش على موقع CycleBase (الإنجليزية)
- مارك كافنديش على موقع اللجنة الأولمبية الدولية (الإنجليزية)
- مارك كافنديش على موقع أوليمبيديا (الإنجليزية)
- مارك كافنديش على موقع اللجنة الأولمبية البريطانية (الإنجليزية)
- مارك كافنديش على موقع اتحاد ألعاب الكومنولث (مؤرشف) (الإنجليزية)
- مارك كافنديش على موقع دورة ألعاب الكومنولث 2006 (مؤرشف) (الإنجليزية)